# Agathis robusta
Agathis robusta, auch Queensland-Kaurifichte genannt, ist eine Pflanzenart aus der Gattung der Kauri-Bäume (Agathis) in der Familie der Araukariengewächse (Araucariaceae). Sie ist in Australien und Papua-Neuguinea heimisch.

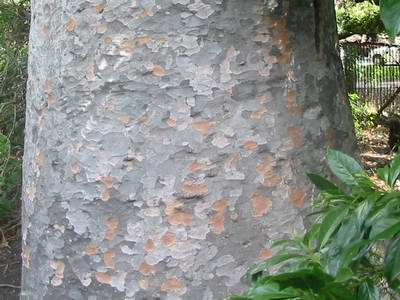
Rinde

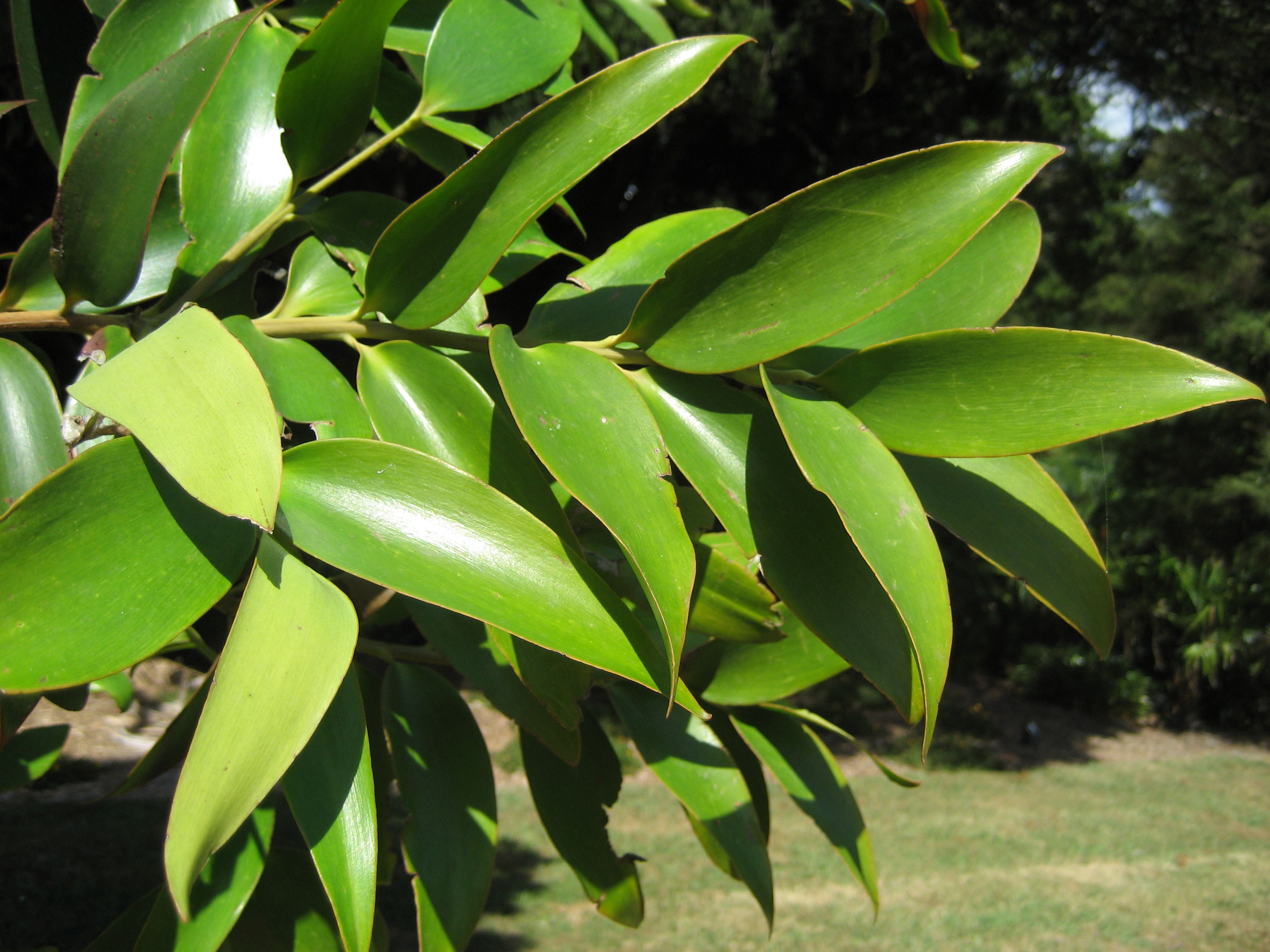
Zweig mit Blättern

## Beschreibung
Agathis robusta wächst als immergrüner Baum, der Wuchshöhen bis zu 50 Meter bei Stammdurchmessern bis über 200 Zentimeter erreicht. Der aufrechte Stamm des ausgewachsenen Baumes ist zu mehr als der Hälfte astrein; die Baumkrone ist dicht. Die Rinde des Stammes ist orangebraun bis braun oder graubraun; sie ist sehr glatt bis allenfalls leicht geschuppt. Die innere Rinde ist bunt von rot und rosa bis braun getönt. Das Sekret der Rinde ist durchsichtig bis leicht milchig.
Hauptzweige und Seitenzweige sind unterschiedlich. Die Blätter an den Haupttrieben stehen spiralig, wogegen die Blätter an den Seitenzweigen mehr oder weniger gegenständig angeordnet sind. Die Blätter sind ganzrandig; der Blattstiel ist 3 bis 10 Millimeter lang. Die linealischen bis elliptischen Blätter sind dunkelgrün, 5 bis 13 Zentimeter lang und 1 bis 4 Zentimeter breit; sie sind dick und starr und besitzen feine längsverlaufende, mehr oder weniger parallele Blattadern. Die Blätter an jungen Bäumen sind länglich-lanzettlich, oberseits glänzendgrün, 6 bis 7 Zentimeter lang und 1 bis 2 Zentimeter breit.
Der Sämling besitzt 2 nahezu ungestielt aufsitzende Keimblätter (Kotyledonen), die länglich bis eiförmig sind; sie sind 3 bis 4 Zentimeter lang und 1 bis 1,5 Zentimeter breit mit feinen, mehr oder weniger parallelen Blattadern.
Agathis robusta ist einhäusig getrenntgeschlechtig (monözisch). Die männlichen Zapfen sind kurzgestielt bis ungestielt. Sie sind zylindrisch, 4 bis 8,5 (selten bis 10) Zentimeter lang und 0,7 bis 0,9 Zentimeter breit und enthalten 600 bis 1300 Mikrosporophyllen, die jeweils 2 bis 8 Pollensäcke auf der Unterseite tragen. Die weiblichen Zapfen sind kugelförmig bis zylindrisch und etwa tennisballgroß; sie sind 9 bis 15 Zentimeter lang und 8 bis 10,5 Zentimeter breit. Sie tragen 340 bis 440 Zapfenschuppen; die mittig sitzenden Schuppen messen 3,4 bis 4,1 mal 3,9 bis 4,6 Zentimeter. Die Samen sind nahezu herzförmig und geflügelt. Die Reifezeit liegt im Juli bis September.
Das Holz von Agathis robusta ist weiß bis blassbraun und dem der Art Agathis microstachya relativ ähnlich. Die Dichte des Holzes beträgt 435 bis 480 kg pro m³.
Ähnliche Arten
- Die Blätter des Neuseeländischen Kauri-Baumes (Agathis australis) sind nur etwa halb so groß.
- Die glatte Rinde sowie die großen männlichen und weiblichen Zapfen sind hilfreich zur Unterscheidung von anderen Arten der Gattung Agathis.

## Verbreitung und Standort
Die Heimat dieser Art liegt in den Küstenbereichen des australischen Queensland sowie im östlichen Papua-Neuguinea.
Das Verbreitungsgebiet in Queensland besteht aus zwei disjunkten Teilarealen:
Das eine Areal liegt in Süd-Queensland zwischen Tewantin und Maryborough sowie auf der Insel K’gari. Dieses Gebiet weist ein feuchtes, subtropisches Klima auf; im Januar betragen die Temperaturen durchschnittlich 30 bis 32 °C, im Juli 6 bis 8 °C. Vergesellschaftet ist die Art hier vor allem mit Flindersia schottiana, Pseudoweinmannia lachnocarpa, Brachychiton acerifolius, Backhousia myrtifolia, Flindersia bennettiana und Rhodamnia trinervia.
Das andere Gebiet in Nord-Queensland liegt zwischen dem Herbert River und dem Big Tableland nahe Cooktown. Hier ist das Klima feucht und tropisch; die mittlere Temperatur liegt im Januar bei 30 bis 32 °C, im Juli bei 13 bis 19 °C. Vergesellschaftet ist die Art hier besonders mit Flindersia ifflaiana, Flindersia bourjotiana, Argyrodendron trifoliolatum, Musgravea heterophylla, Pseudoweinmannia lachnocarpa, Brachychiton acerifolius, Backhousia hughesii, Eucalyptus torelliana, Lichtnussbaum (Aleurites moluccana) und Rhodamnia costata.
Die jährlichen Niederschläge an den australischen Standorten betragen etwa 1100 bis 3500 mm.

## Systematik
Der Botaniker Charles Moore beschrieb diese Art 1860 unter dem Namen Dammara robusta; seine Beschreibung wurde in einer Arbeit von Ferdinand Jacob Heinrich von Mueller: Quart. J. Trans. Pharm. Soc. Victoria, 2, S. 173 veröffentlicht. Der Botaniker Frederick Manson Bailey stellte die Art 1883 in Syn. Queensl. fl., S. 498 unter dem aktuell gültigen Taxon Agathis robusta in die Gattung Agathis.
Die Population auf Papua-Neuguinea wurde teilweise als Varietät Agathis robusta var. nesophila beschrieben; teilweise wird sie auch als eigene Art Agathis spathulata angesehen.

## Nutzung
Das Holz wird forstlich mit einer Umtriebszeit von 50 bis 60 Jahren genutzt. Es ist im Kern strohfarben bis rötlichbraun, der Splint ist heller. Das Holz wird genutzt für Möbel, Musikinstrumente, Zeichengeräte und Butterdosen sowie im Bootsinnenbau, als Sperrholz und bei der Papierherstellung.

## Besondere Exemplare
Aus Berichten sind Exemplare auf der Fraser-Insel mit 255 Zentimeter Stammdurchmesser (Brusthöhe) bekannt, die jedoch längst gefällt sind. Auch die nördliche australische Population wurde durch massive Fällaktionen dezimiert; 2002 wurde hier ein Exemplar mit 137 Zentimeter Stammdurchmesser und 43 Meter Wuchshöhe an der Skyrail Bergstation auf Red Peak über Cairns gemessen.
Mittlerweile sind einige als Zierbäume gepflanzte Exemplare schon so groß wie die überlebenden Exemplare der Naturstandorte. Im Yatton Park, Tauranga, Neuseeland wurden an einem Exemplar 191 Zentimeter Stammdurchmesser und 32 Meter Höhe gemessen.